# Metropolis Pt. 2: Scenes from a Memory
Metropolis Pt. 2: Scenes from a Memory è il quinto album in studio del gruppo musicale statunitense Dream Theater, pubblicato il 26 ottobre 1999 dalla Elektra Records.
Si tratta di un concept album incentrato sulla storia di un uomo chiamato Nicholas e la scoperta della sua vita passata, che coinvolge l'amore, l'omicidio e l'infedeltà. Si tratta inoltre del primo album realizzato con il tastierista Jordan Rudess, nonché l'ultimo per il quale il bassista John Myung ha scritto dei testi, fino all'album A Dramatic Turn of Events del 2011.
In un sondaggio del 2012, l'album è stato votato dai lettori di Rolling Stone come il miglior album rock progressivo di tutti i tempi, battendo album come 2112 dei Rush e Close to the Edge degli Yes. La stessa rivista nel giugno del 2015 ha collocato l'album alla ventinovesima posizione dei 50 migliori album di rock progressivo di tutti i tempi.

## Antefatti
Nel 1992 i Dream Theater pubblicarono il secondo album in studio Images and Words, nella cui lista tracce è presente il brano Metropolis–Part I: "The Miracle and the Sleeper", che da lì a breve sarebbe diventato uno dei pezzi più rappresentativi del gruppo, nonché uno dei più richiesti ed apprezzati durante i concerti. Nonostante il titolo, il gruppo non era realmente intenzionato a comporre una seconda parte ma, in seguito alle continue richieste da parte dei fan, nel 1996 il gruppo decise di iniziare a lavorare alla seconda parte durante le sessioni di registrazione del quarto album in studio Falling into Infinity. La prima versione della seconda parte presentò una durata di circa 25 minuti e risultò ancora incompleto al termine delle lavorazioni per Falling into Infinity: dopo aver preso in considerazione di ultimarla per un possibile EP previsto per l'estate 1998, il batterista Mike Portnoy rivelò l'intenzione del gruppo di utilizzare il brano come base per il futuro quinto album.
Il disco fu pertanto registrato tra febbraio e giugno 1999 presso i BearTracks Studios di New York; ulteriori sovraincisioni si svolsero nello stesso periodo presso i Little Bear Studios di Suffern e in seguito anche tra giugno e luglio dello stesso anno ai Metal Works Studios di Toronto. Tra luglio e agosto l'album è stato missato e masterizzato presso alcuni studi di registrazione situati a New York.
La versione originale di Metropolis Pt. 2 registrata nel 1996 circolò in versione incompleta attraverso la rete. Portnoy espresse il proprio disappunto per questo fatto, in quanto il brano non avrebbe mai dovuto essere ascoltato o presentato ad altre persone al di fuori dei Dream Theater stessi, ma venne trafugato illegalmente dai suoi archivi personali. Successivamente Portnoy pubblicò l'intero brano come bonus track del bootleg ufficiale Falling into Infinity Demos 1996-1997, specificando che esso non deve essere considerato una demo.

## Ispirazione
Dal titolo, l'album si presenta come il seguito ideale di Metropolis–Part I: "The Miracle and the Sleeper". La maggior parte dei rimandi al brano del 1992 sono di carattere puramente musicale, con numerose citazioni o variazioni che compaiono nel corso dell'album. Riguardo al testo, invece, la vicenda raccontata nell'album è completamente indipendente da quella di Metropolis Pt. 1. L'unico aspetto che accomuna le due storie è la presenza di due personaggi chiamati The Miracle e The Sleeper. Nel brano del 1992 tali personaggi non sono identificati e si sa solo che sono collegati da una sorta di legame mentale indissolubile. Nel disco, invece, sono i soprannomi attribuiti a due fratelli vissuti all'inizio del XX secolo e che si trovano al centro di una tragica storia basata su relazioni amorose, tradimenti, omicidi e reincarnazioni.
La storia alla base del concept è stata ispirata dai film L'altro delitto (1991), Shining (1980) e Angel Heart - Ascensore per l'inferno (1987); dal lato musicale, il gruppo ha inserito tra le fonti di ispirazione alcuni tra i concept album più importanti della storia del rock: The Wall dei Pink Floyd, Tommy e Quadrophenia dei The Who, Operation: Mindcrime dei Queensrÿche, Misplaced Childhood e Brave dei Marillion, The Lamb Lies Down on Broadway dei Genesis, The Shaming of the True di Kevin Gilbert, Abigail e Them di King Diamond e Joe's Garage di Frank Zappa.

## Caratteristiche
Il disco è una vera e propria opera rock, con una trama narrativa che unisce i vari brani e durante la quale si avvicendano diversi personaggi, che interagiscono tra di loro. I brani, nella maggior parte dei casi, confluiscono l'uno nell'altro, senza pause nel flusso sonoro. L'unica reale cesura tra due brani è quella che sancisce la fine del primo atto e l'inizio del secondo. La teatralità dell'album è visibile fin dall'inizio: il disco, infatti, si apre con un ticchettio seguito da un monologo di quasi un minuto: è l'ipnoterapista, che invita il protagonista a rilassarsi per poter entrare in uno stato di trance. Solo dopo questo monologo inizia il disco vero e proprio.
Vi è un grande uso del leitmotiv: durante il disco molte melodie vengono riproposte in più brani, talvolta lievemente modificate, ma pur sempre riconoscibili. In particolare Overture 1928, come accade per le ouverture operistiche, è un brano che presenta in forma strumentale molte melodie che si sentiranno più avanti. Ma già all'inizio del disco, durante il monologo dell'ipnoterapista, è possibile ascoltare un pallido accenno di alcuni brani, in maniera volutamente confusa e poco riconoscibile, per simulare lo stato di trance in cui sta entrando il protagonista. La stessa Regression è basata sul giro di accordi di The Spirit Carries On, penultimo brano dell'album.
Numerose sono le citazioni dal brano Metropolis–Part I: "The Miracle and the Sleeper": se ne possono udire diverse in Overture 1928, in Home (in questo caso vengono anche riprese diverse frasi del testo) e in The Dance of Eternity. All'inizio di quest'ultima è possibile ascoltare un loop di alcuni campionamenti tratti da Metropolis Pt. 1 e riprodotti al contrario.
Anche il libretto dell'album è concepito in modo particolare: è infatti realizzato interamente in bianco e nero, senza presentare alcuna foto del gruppo e riportando esclusivamente i testi del disco, utilizzando uno stile rétro e decisamente spartano. I brani (talvolta a gruppi di due) vengono considerati come le varie scene dell'opera, suddivisa in due atti. Il libretto, di fatto, svolge le funzioni di un libretto d'opera: per ogni scena vengono indicati i personaggi presenti. Poiché, con il semplice ascolto dell'album, non è possibile capire quale personaggio stia recitando in quel momento (essendo tutti interpretati dal solo James LaBrie), il libretto diventa indispensabile per la comprensione del concept. Inoltre, grazie all'uso del corsivo, viene indicato se le scene si svolgono nel presente o nel passato, altro elemento che non è possibile dedurre con il solo ascolto.
Dal punto di vista del suono, l'album rappresenta una sorta di ritorno alle origini e soprattutto alle sonorità e alle strutture di Images and Words. Questa scelta può essere vista come un tentativo da parte della band di riconquistare il proprio pubblico, in parte deluso dall'album precedente, con il quale erano stati accusati di aver tentato di intraprendere una strada troppo commerciale, anche a causa dei vari compromessi a cui erano dovuti scendere durante la lavorazione del disco.
L'album presenta strutture estremamente complesse e un alto contenuto tecnico, in contrapposizione alle strutture più accessibili del predecessore. In particolare, alcuni brani come Overture 1928, Fatal Tragedy e soprattutto The Dance of Eternity, sono caratterizzate da un virtuosismo quasi estremo che si rifà alle sonorità dei Liquid Tension Experiment, progetto che tra il 1997 il 1999 ha coinvolto John Petrucci, Mike Portnoy e il nuovo entrato Jordan Rudess.
L'ultima traccia dell'album inizia un esperimento musicale da parte dei Dream Theater. Il fruscio con cui termina Finally Free verrà ripreso all'inizio di The Glass Prison, primo brano dell'album successivo, Six Degrees of Inner Turbulence. Il collegamento tra l'ultima traccia di un disco con il primo brano del disco seguente verrà utilizzato anche nei successivi album Train of Thought e Octavarium.

## Storia

### Personaggi
Presente
- Nicholas
- L'ipnoterapista

1928
- Victoria Page
- Julian Baynes (The Sleeper)
- Senator Edward Baynes (The Miracle)

### Primo atto

#### Scene One:Regression
L'album inizia con Nicholas che si rilassa al suono della voce dell'ipnoterapista, entrando in uno stato ipnotico. Il conto alla rovescia comincia da 10 e lentamente nella mente di Nicholas si materializzano le immagini che da tempo tormentano i suoi sogni.

#### Scene Two:Overture 1928/Strange Deja Vu
Entrando in trance, Nicholas tenta di focalizzare la natura di alcune immagini che, ogni notte, si presentano nei suoi sogni. Egli si ritrova dentro una grande casa, che gli risulta stranamente familiare. Nicholas si avvicina ad uno specchio e vede se stesso riflesso con l'aspetto di una giovane donna. Sente che questa donna lo sta contattando per lanciargli una richiesta di aiuto. Nicholas, una volta risvegliatosi dallo stato ipnotico, tenta di capire chi sia questa donna, quale sia la sua storia e perché abbia scelto proprio lui.

#### Scene Three:Through My Words/Fatal Tragedy
Nicholas si rende conto di essere una sorta di reincarnazione di Victoria: pur essendo due persone diverse, condividono lo stesso spirito, che ora tenta di raccontare la vita di Victoria attraverso le parole di Nicholas.
Tormentato dagli incubi, Nicholas decide di indagare sulla storia di questa ragazza. Si reca nella casa vista nei suoi sogni, dove incontra un anziano: questi gli racconta che in quella casa fu uccisa una ragazza e che per molti anni si continuò a parlare di quell'episodio. L'anziano, di fronte alle domande di Nicholas, si rifiuta di proseguire il racconto, dicendogli che da quel momento in poi dovrà cavarsela da solo.

#### Scene Four:Beyond This Life
Leggendo un giornale dell'epoca, Nicholas scopre ciò che è successo nel 1928, anno in cui è avvenuto l'omicidio. Il senatore Edward Baynes, testimone oculare, racconta di aver sentito degli spari nei pressi di Echo's Hill. Una volta giunto sul posto, ha trovato il cadavere di una donna (Victoria), davanti al quale vi era un tizio con una pistola in mano. Edward non fece in tempo ad intervenire: il tizio immediatamente rivolse l'arma contro se stesso, uccidendosi. Il suo corpo cadde disteso sul cadavere di Victoria.
Le indagini identificarono la vittima ed il carnefice come due amanti. Venne quindi formulata un'ipotesi, secondo la quale Victoria abbia voluto lasciare l'uomo a causa del suo stile di vita disordinato e che questi, incapace di accettare tale decisione, la uccidesse prima di togliersi la vita. Tuttavia il giornale esprime dei dubbi riguardo alla reale motivazione celata dietro l'incontro che avrebbe portato alla morte di entrambi. Infatti, un biglietto trovato nella tasca dell'uomo lasciò intendere la premeditazione dietro il suo suicidio: il biglietto rivela la sua intenzione di uccidersi piuttosto che continuare a vivere senza Victoria. Ma poiché nel luogo della tragedia venne ritrovato anche un coltello a serramanico (attribuito a Victoria, in quanto l'omicida utilizzò una pistola), si ipotizzò che la ragazza si fosse presentata armata, consapevole del potenziale rischio, e che prima dello sparo ci fosse stata una colluttazione tra i due.

#### Scene Five:Through Her Eyes
Nicholas riflette su questa storia e viene pervaso da un senso di profonda tristezza. Victoria non ha avuto la possibilità di costruirsi una vita e nemmeno quella di poter sfuggire alle circostanze che l'hanno portata alla prematura morte. Al contrario, lui ha una moglie ed un figlio ed è addirittura convinto di aver avuto fin troppo dalla vita, al punto di considerare la sua fortuna come una sorta di ingiustizia nei confronti di Victoria. Questa sensazione aumenta a dismisura nel momento in cui Nicholas trova la tomba della ragazza. Tuttavia questa sensazione diventa positiva nel momento in cui Nicholas si accorge che può servire a guardare la sua vita con occhi diversi.

### Secondo atto

#### Scene Six:Home
La scena si apre con Julian Baynes (ovvero l'uomo il cui cadavere venne ritrovato insieme a quello di Victoria) che parla della sua vita rovinata dal gioco d'azzardo: fu proprio questo vizio a spingere Victoria a lasciarlo. Solo a questo punto ci viene rivelato che questa persona è il fratello di Edward Baynes, ovvero l'unico testimone dell'omicidio-suicidio di Echo's Hill. Proprio Edward racconta di come Victoria sia andata da lui in cerca di conforto dopo aver lasciato Julian. Edward sente che si sta innamorando della ragazza e, inizialmente, è consapevole di commettere un tradimento verso il proprio fratello. Ma la sua ossessione per Victoria diviene più forte del suo senso di colpa ed Edward approfitta di questo momento in cui è vulnerabile per sedurla.
Al termine del brano, è nuovamente Nicholas a parlare. Fino a quel momento, la sua ricostruzione dell'intera vicenda è basata solo da quello che ha appreso dalla lettura del giornale, ma è sicuro che gli sfugga qualche altro dettaglio della storia ed è ossessionato dalla risoluzione del mistero.

#### Scene Seven:The Dance of Eternity/One Last Time
Nicholas è convinto che la storia raccontata dal giornale non corrisponda alla verità. Gli sono infatti arrivate voci sul fatto che Victoria potrebbe aver ferito i sentimenti di Edward, comunicandogli la sua decisione di lasciarlo.
Nicholas visita la casa di Edward, dove lui e Victoria hanno avuto la loro relazione (nel libretto non viene spiegato se Nicholas visiti fisicamente la casa o se lo stia facendo attraverso una nuova sessione di ipnosi). In quel momento Nicholas, tramite delle visioni, trova finalmente le conferme ai suoi sospetti sul coinvolgimento di Edward in quella tragedia. Ad un certo punto, si ritrova improvvisamente all'esterno, dove riesce a vedere gli ultimi momenti di vita di Victoria; davanti ai suoi occhi compaiono una donna urlante ed un altro uomo che invoca perdono, ma non è in grado di udirne le parole.

#### Scene Eight:The Spirit Carries On
Nicholas si domanda se esista qualcosa dopo la morte e se è possibile che ognuno di noi possa aver vissuto una vita precedente. La vicenda di Victoria gli fa capire che la morte è solo una transizione e che l'anima è destinata a trascendere dal corpo. Victoria ha fatto in modo che il suo spirito si reincarnasse nel corpo di Nicholas, in modo da poter riportare alla luce la verità celata dietro la sua tragica storia. Ora che Nicholas è riuscito a fare tutto questo, prova un piacevole senso di pace.

#### Scene Nine:Finally Free
Nell'ultima scena veniamo a conoscenza di ulteriori informazioni, di cui però Nicholas rimane all'oscuro, in quanto risvegliato dall'ipnoterapista prima di poterle visualizzare.
È venerdì sera. Edward, con le mani ancora sporche di sangue, riflette su ciò che è appena successo e su come nascondere il proprio crimine: è lui, infatti, ad aver ucciso entrambe le persone, dopo aver scoperto che Victoria intendeva lasciarlo per tornare da Julian. Non essendoci altri testimoni presenti al momento dell'omicidio, Edward decide di attuare una messinscena: dopo essersi inventato la storia dell'omicidio-suicidio, è lui stesso a scrivere il biglietto d'addio da lasciare in tasca a Julian. È convinto che la gente crederà facilmente ad un messaggio del genere, in quanto Julian era una persona ormai senza speranza e persa nei suoi vizi. Inoltre Edward è un senatore, pertanto è sicuro che la sua testimonianza non sarebbe mai stata messa in discussione.
La scena torna indietro di qualche ora e si sposta al venerdì pomeriggio. Victoria è felice perché si è resa conto di voler tornare con Julian e di non dover più dividere il suo cuore tra lui e suo fratello: ma per fare questo, deve prima lasciare Edward. Quella sera, lei e Julian decidono di incontrarsi in un luogo isolato, ma in quel momento salta fuori Edward che inizia una colluttazione con il fratello. Julian estrae un coltello per difendersi, ma Edward gli spara. Victoria urla dalla disperazione, ma immediatamente Edward le dice open your eyes, Victoria! ("apri gli occhi, Victoria!") e spara anche a lei, uccidendola sul colpo, per poi fuggire. Julian, che non era ancora morto, striscia fino al cadavere di lei, e vi si stende sopra un'ultima volta, prima di spirare. A questo punto diventa chiaro perché l'anima di Victoria abbia contattato Nicholas: egli doveva riportare alla luce la reale dinamica di quell'episodio, dimostrando che non fu Julian ad ucciderla e che il reale assassino, il fratello, ne uscì impunito.
Il disco si chiude con Nicholas che, ignaro di questi ultimi particolari, torna a casa pensando di essere finalmente libero dall'ossessione che lo ha tormentato. Ora è pronto a continuare la sua vita, non più condivisa con quella di Victoria, consapevole che, prima o poi, i due saranno destinati ad incontrarsi. A questo punto i brani sono terminati e il disco prosegue con dei rumori d'ambiente che descrivono Nicholas nell'atto di rilassarsi: prima accende la TV e poi inizia ad ascoltare un disco. In quel momento si sente la voce dell'ipnoterapista che gli dice open your eyes, Nicholas! ("apri gli occhi, Nicholas!"). Nicholas emette un gemito di dolore, mentre la puntina del giradischi, urtato da Nicholas con un gesto inconsulto, scivola verso la fine del disco e provoca un lungo fruscio con il quale si chiude l'album.
L'ipnoterapista, reincarnazione di Edward, è piombato in casa di Nicholas e lo ha ucciso prima che potesse conoscere, e quindi raccontare, la verità sulla tragedia di Echo's Hill.

## Promozione
Ad anticipare la pubblicazione dell'album è stato il singolo Home, reso disponibile esclusivamente nelle stazioni radiofoniche rock statunitensi. Metropolis Pt. 2: Scenes from a Memory è stato pubblicato dalla East West Records il 26 ottobre dello stesso anno.
Dopo aver pubblicato il disco, il gruppo realizzò due tour. Il Scenes from a Memory Tour si svolse esclusivamente in Europa, tra l'8 e il 24 novembre del 1999. In questo tour, il gruppo propose una scaletta che, in maniera tradizionale, comprendeva alcuni brani del disco appena pubblicato, insieme ad altri estratti dagli album precedenti. Inoltre, poiché fu il primo tour a cui prese parte Jordan Rudess (il cui esordio dal vivo insieme ai Dream Theater avvenne il 31 luglio dello stesso anno a Seul), la scaletta comprendeva anche due brani tratti dal repertorio dei Liquid Tension Experiment, in quanto la formazione di tale progetto era diventata, per 3/4, coincidente a quella dei musicisti dei Dream Theater.
Nel mese di marzo il gruppo pubblicò in Europa e in Giappone il secondo singolo Through Her Eyes, contenente due versioni alternative del brano e due brani eseguiti dal vivo durante il tour 1999.
Dal 31 gennaio al 20 maggio 2000 si svolse la prima parte del Metropolis 2000 Tour. In questo frangente, il gruppo propose dal vivo l'intero album e un bis costituito da due lunghi medley basati su brani appartenenti ai lavori precedenti del gruppo. Per la prima volta nella loro storia, i Dream Theater si avvalsero dell'uso di alcuni schermi collocati sul palco, sui quali venivano trasmessi dei video relativi alla storia di Scenes from a Memory, interpretati da alcuni attori. Dall'8 luglio al 21 ottobre dello stesso anno, ci fu la seconda parte del tour. Mentre alcune date continuavano a riproporre la stessa scaletta della prima parte, altre furono basate su una scaletta più simile a quella del Scenes from a Memory Tour. In particolare, durante un buon numero di date della seconda parte del tour, venne eseguito per intero il brano A Change of Seasons, che, nei suoi 23 minuti di durata, costituiva il bis di tali serate. Lo spettacolo conclusivo del tour nordamericano, avvenuto il 30 agosto 2000 al Roseland Ballroom di New York, fu registrato e pubblicato in DVD con il titolo di Metropolis 2000: Scenes from New York e in formato triplo CD con il titolo di Live Scenes from New York.

## Tracce
Act I
1. Scene One: Regression – 2:06 (John Petrucci)
2. Scene Two: I. Overture 1928 – 3:37 (musica: Dream Theater)
3. Scene Two: II. Strange Deja Vu – 5:12 (testo: Mike Portnoy – musica: Dream Theater)
4. Scene Three: I. Through My Words – 1:02 (John Petrucci)
5. Scene Three: II. Fatal Tragedy – 6:49 (testo: John Myung – musica: Dream Theater)
6. Scene Four: Beyond This Life – 11:22 (testo: John Petrucci – musica: Dream Theater)
7. Scene Five: Through Her Eyes – 5:29 (testo: John Petrucci – musica: Dream Theater)

Act II
1. Scene Six: Home – 12:53 (testo: Mike Portnoy – musica: Dream Theater)
2. Scene Seven: I. The Dance of Eternity – 6:13 (musica: Dream Theater)
3. Scene Seven: II. One Last Time – 3:47 (testo: James LaBrie – musica: Dream Theater)
4. Scene Eight: The Spirit Carries On – 6:38 (testo: John Petrucci – musica: Dream Theater)
5. Scene Nine: Finally Free – 12:00 (testo: Mike Portnoy – musica: Dream Theater)

## Formazione
Gruppo
- James LaBrie – voce
- John Petrucci – chitarra, voce
- John Myung – basso
- Jordan Rudess – tastiera, arrangiamento e conduzione del coro
- Mike Portnoy – batteria, percussioni, voce

Altri musicisti
- Theresa Thomason – voce aggiuntiva (traccia 7), voce e cori aggiuntivi (traccia 11)
- Mary Canty – coro gospel (traccia 11)
- Shelia Slappy – coro gospel (traccia 11)
- Mary Smith – coro gospel (traccia 11)
- Jeanette Smith – coro gospel (traccia 11)
- Clarence Burke Jr. – coro gospel (traccia 11)
- Carol Cyrus – coro gospel (traccia 11)
- Dale Scott – coro gospel (traccia 11)
- Terry Brown – voce dell'ipnoterapista (non accreditato)
- David Bottrill – voce di Edward Baynes (non accreditato)

Produzione
- Mike Portnoy – produzione
- John Petrucci – produzione
- Doug Oberkircher – ingegneria del suono (febbraio-giugno 1999)
- Brian Quackenbush – assistenza tecnica (febbraio-giugno 1999)
- Michael Bates – assistenza tecnica (febbraio-giugno 1999)
- Terry Brown – co-produzione e registrazione parti vocali (giugno-luglio 1999)
- David Bottrill – missaggio (tracce 1, 9, 10 e 12)
- Shinobu Mitsuoka – assistenza al missaggio (tracce 1, 9, 10 e 12)
- Kevin "Caveman" Shirley – missaggio (tracce 2-8, 11)
- Rory Romano – assistenza al missaggio (tracce 2-8, 11)
- George Marino – mastering
- Eugene "UE" Nastasi – assistenza al mastering

## Classifiche
| Classifica (1999) | Posizione massima |
| ----------------- | ----------------- |
| Finlandia         | 6                 |
| Francia           | 40                |
| Germania          | 8                 |
| Italia            | 7                 |
| Norvegia          | 28                |
| Paesi Bassi       | 28                |
| Stati Uniti       | 73                |
| Svezia            | 44                |
| Svizzera          | 44                |